# 湊 (東京都中央区)
湊（みなと）は、東京都中央区の町名。現行行政地名は湊一丁目から湊三丁目。住居表示実施済区域。

## 地理
旧京橋区に当たる京橋地域内東部の新富地区に属する。隅田川の西岸にあたり、北で八丁堀、北東で亀島川を挟んで新川、東で隅田川を挟んで佃、南で明石町、西で入船と接する。全域が築地警察署（所在地：築地）・京橋消防署築地出張所（所在地：明石町）の管轄にあたる。

### 河川
- 隅田川 - 西岸にあたり、亀島川と合流する。
- 亀島川 - 南高橋が架かる。

#### かつて存在した河川
- 鉄砲洲川

## 歴史
江戸時代には、町域の西側には松平阿波守屋敷、松平遠江守屋敷が所在した。また、東側は本湊町、船松町という町名で、江戸に物資を運び込む舟運の要所である「江戸湊」として栄えた。
古今を通じて、鐵砲洲稲荷神社の門前町として賑わいを見せている町である。
明治時代初めには、築地外国人居留地の一部（日本人の建てた建築物を外国人に貸すことができる地区）となった。
湊二丁目一帯の住宅地はバブル期に地上げ屋の攻勢を受け、2000年代初めには、老朽化した住居と駐車場用地が入り組んだ虫食い状態の街並みとなった。その後、2008年（平成20年）に湊二丁目東地区市街地再開発事業が都市計画決定、施行され、2017年（平成29年）11月に建築工事が完了した。隣接する区画では、湊二丁目東土地区画整理事業も同時施行され、新しい街並みが広がっている。

### 町名の由来
江戸時代、商船の荷揚場や艀に積み替える港があったことから湊町と呼ばれたと見られている。

### 沿革
- 1971年（昭和46年）1月 - 住居表示の実施によりそれまでの湊町から「町」の字がなくなり、湊となる。

### 史跡
- 佃島渡船跡 - 三丁目に所在。

## 世帯数と人口
2023年（令和5年）1月1日現在（中央区発表）の世帯数と人口は以下の通りである。
| 丁目     | 世帯数    | 人口    |
| -------- | --------- | ------- |
| 湊一丁目 | 755世帯   | 1,256人 |
| 湊二丁目 | 1,532世帯 | 2,928人 |
| 湊三丁目 | 1,756世帯 | 3,058人 |
| 計       | 4,043世帯 | 7,242人 |

### 人口の変遷
国勢調査による人口の推移。
| 年                 | 人口  |
| ------------------ | ----- |
| 1995年（平成7年）  | 2,006 |
| 2000年（平成12年） | 2,165 |
| 2005年（平成17年） | 3,505 |
| 2010年（平成22年） | 4,291 |
| 2015年（平成27年） | 4,788 |
| 2020年（令和2年）  | 7,043 |

### 世帯数の変遷
国勢調査による世帯数の推移。
| 年                 | 世帯数 |
| ------------------ | ------ |
| 1995年（平成7年）  | 846    |
| 2000年（平成12年） | 1,054  |
| 2005年（平成17年） | 2,078  |
| 2010年（平成22年） | 2,384  |
| 2015年（平成27年） | 2,739  |
| 2020年（令和2年）  | 3,850  |

## 学区
区立小・中学校に通う場合、学区は以下の通りとなる（2025年4月現在）。
| 丁目     | 番地 | 小学校             | 中学校             |
| -------- | ---- | ------------------ | ------------------ |
| 湊一丁目 | 全域 | 中央区立中央小学校 | 中央区立銀座中学校 |
| 湊二丁目 | 全域 | 中央区立中央小学校 | 中央区立銀座中学校 |
| 湊三丁目 | 全域 | 中央区立明石小学校 | 中央区立銀座中学校 |

## 交通

### 鉄道
町域内に鉄道は通っていない。

### バス
- 都営バス

### 道路
- 東京都道473号新富晴海線
- 鉄砲洲通り
- 居留地中央通り

## 事業所
2021年（令和3年）現在の経済センサス調査による事業所数と従業員数は以下の通りである。
| 丁目     | 事業所数  | 従業員数 |
| -------- | --------- | -------- |
| 湊一丁目 | 169事業所 | 1,422人  |
| 湊二丁目 | 89事業所  | 793人    |
| 湊三丁目 | 156事業所 | 1,560人  |
| 計       | 414事業所 | 3,775人  |

### 事業者数の変遷
経済センサスによる事業所数の推移。
| 年                 | 事業者数 |
| ------------------ | -------- |
| 2016年（平成28年） | 435      |
| 2021年（令和3年）  | 414      |

### 従業員数の変遷
経済センサスによる従業員数の推移。
| 年                 | 従業員数 |
| ------------------ | -------- |
| 2016年（平成28年） | 4,086    |
| 2021年（令和3年）  | 3,775    |

## 施設

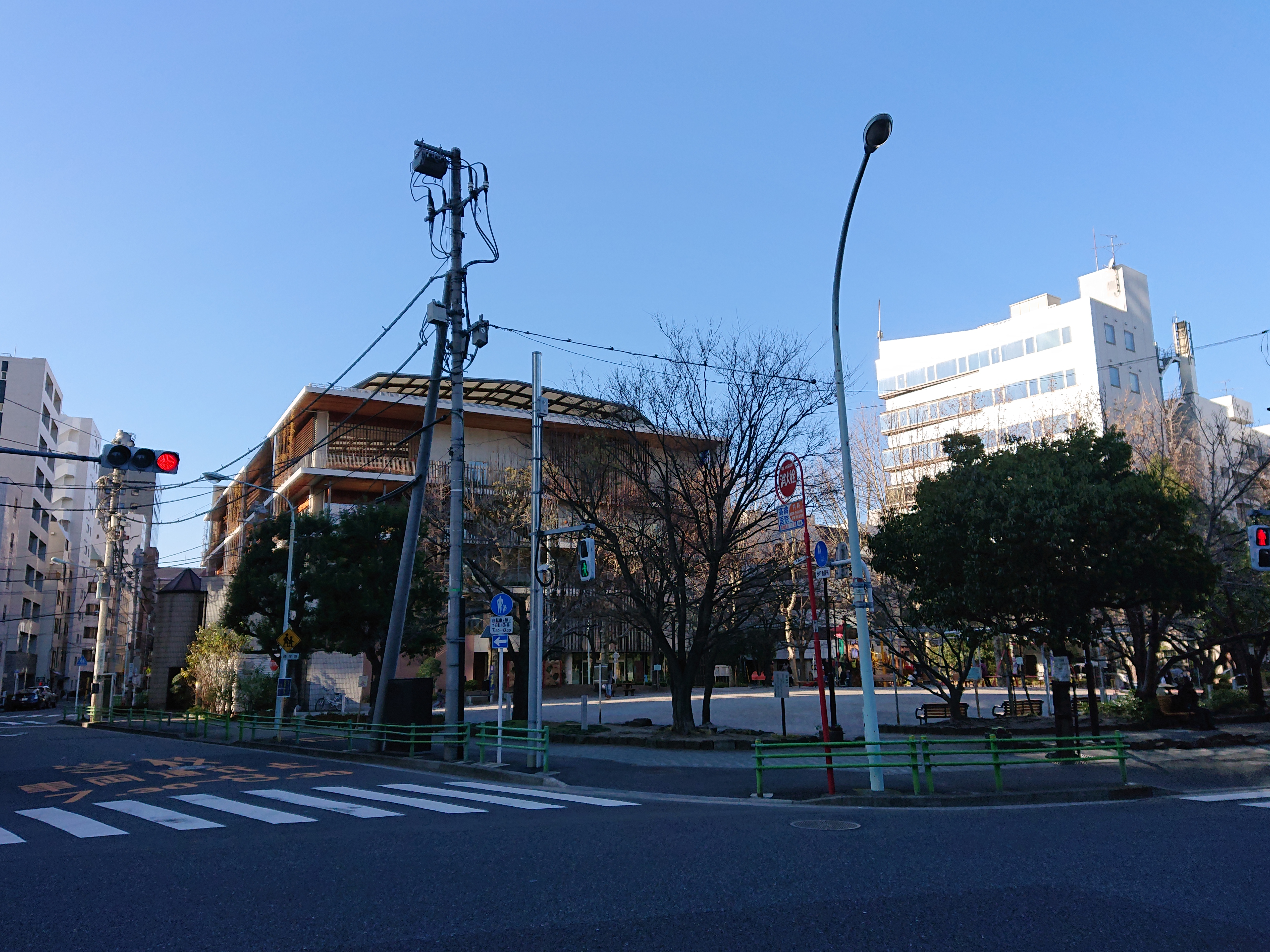
中央区立中央小学校と鉄砲洲児童公園

- 東京都下水道局桜橋第二ポンプ所
- 中央区立女性センター ブーケ21
- 中央区立中央小学校
- 中央区立中央幼稚園
- 湊公園
- 鉄砲洲児童公園 - 区内初の児童公園
- 湊町第一児童遊園
- 湊町第二児童遊園
- 南高橋南西児童遊園
- 桜川屋上公園
- 社民党本部
- 中央湊郵便局
- 鐵砲洲稲荷神社

## その他

### 日本郵便
- 郵便番号 : 104-0043[3]（集配局 : 晴海郵便局[18]）。